# Nesle-et-Massoult
Pour les articles homonymes, voir Nesle (homonymie).
Nesle-et-Massoult est une commune française située dans le département de la Côte-d'Or, en région Bourgogne-Franche-Comté.

## Géographie

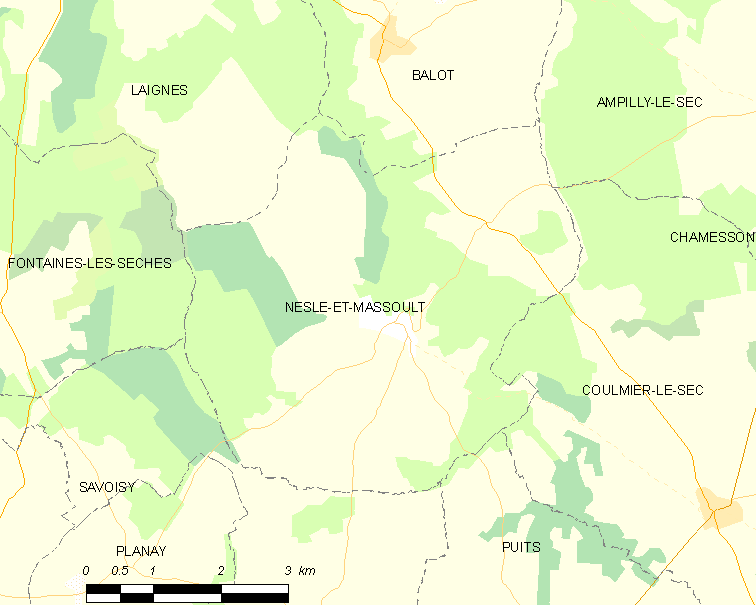

La commune couvre 23,4 km2 à une altitude située entre 238 et 317 mètres.

### Accès
La route départementale 21 reliant Laignes à Baigneux-les-Juifs et à la route départementale 971 qui relie Troyes à Dijon par Châtillon-sur-Seine) passe à proximité de la commune.

### Hydrographie
Le ruisseau de Marcenay est le principal cours d'eau parcourant la commune.

### Climat
Pour des articles plus généraux, voir Climat de la Bourgogne-Franche-Comté et Climat de la Côte-d'Or.
En 2010, le climat de la commune est de type climat des marges montargnardes, selon une étude du Centre national de la recherche scientifique s'appuyant sur une série de données couvrant la période 1971-2000. En 2020, Météo-France publie une typologie des climats de la France métropolitaine dans laquelle la commune est exposée à un climat océanique altéré et est dans la région climatique  Lorraine, plateau de Langres, Morvan, caractérisée par un hiver rude (1,5 °C), des vents modérés et des brouillards fréquents en automne et hiver. 
Pour la période 1971-2000, la température annuelle moyenne est de 10,1 °C, avec une amplitude thermique annuelle de 15,9 °C. Le cumul annuel moyen de précipitations est de 901 mm, avec 12,4 jours de précipitations en janvier et 8,1 jours en juillet. Pour la période 1991-2020, la température moyenne annuelle observée sur la station météorologique de Météo-France la plus proche, « Châtillon/Seine », sur la commune de Châtillon-sur-Seine à 14 km à vol d'oiseau, est de 10,8 °C et le cumul annuel moyen de précipitations est de 832,8 mm,. Pour l'avenir, les paramètres climatiques de la commune estimés pour 2050 selon différents scénarios d'émission de gaz à effet de serre sont consultables sur un site dédié publié par Météo-France en novembre 2022.

## Urbanisme

### Typologie
Au 1er janvier 2024, Nesle-et-Massoult est catégorisée commune rurale à habitat très dispersé, selon la nouvelle grille communale de densité à 7 niveaux définie par l'Insee en 2022.
Elle est située hors unité urbaine et hors attraction des villes,.

### Occupation des sols
L'occupation des sols de la commune, telle qu'elle ressort de la base de données européenne d’occupation biophysique des sols Corine Land Cover (CLC), est marquée par l'importance des territoires agricoles (59,2 % en 2018), une proportion sensiblement équivalente à celle de 1990 (58,7 %). La répartition détaillée en 2018 est la suivante : 
terres arables (57,7 %), forêts (40,8 %), zones agricoles hétérogènes (1,5 %). L'évolution de l’occupation des sols de la commune et de ses infrastructures peut être observée sur les différentes représentations cartographiques du territoire : la carte de Cassini (XVIIIe siècle), la carte d'état-major (1820-1866) et les cartes ou photos aériennes de l'IGN pour la période actuelle (1950 à aujourd'hui).

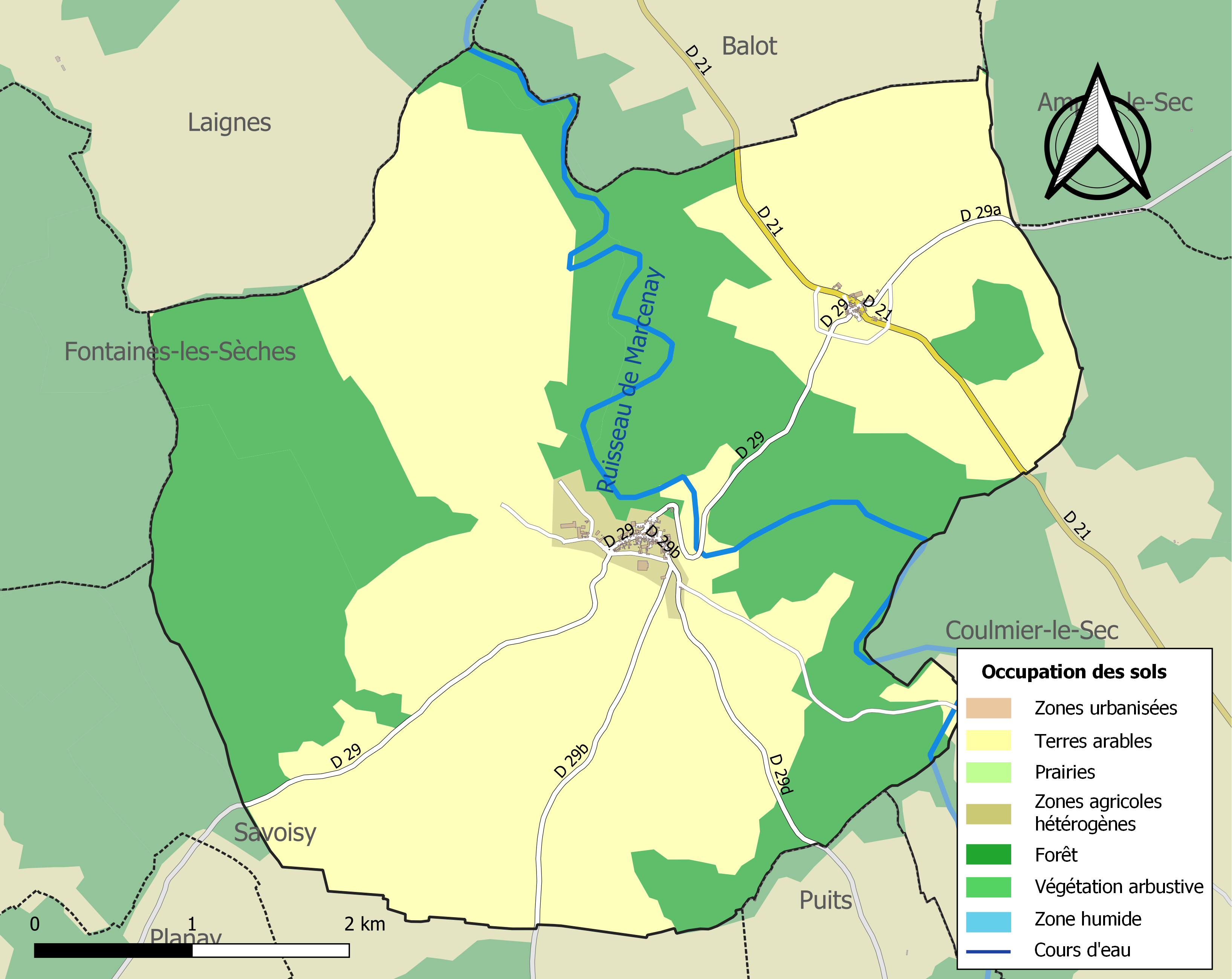
Carte des infrastructures et de l'occupation des sols de la commune en 2018 (CLC).

## Histoire

### Antiquité
Un tumulus gaulois est identifié dans la forêt de Nesle et une villa gallo-romaine à la Grand-Borne.

### Moyen Âge
Une nécropole mérovingienne a été fouillée au val de Sommière dès 1894.
Massoult relevait de l'abbaye de Quincy avec une grange et une chapelle dédiée à Marie-Madeleine. La reconstruction de celle-ci au début du XXe siècle a mis en évidence les restes d'un établissement religieux antérieur à l'an 1000.
Il subsiste à Nesle le corps de logis d'une forteresse bâtie sur l'éperon rocheux qui domine le val desséché de la Laignes.
Extrait du texte de M.Xavier Helary, historien médiéviste français au sujet du cartulaire de la seigneurie de Nesle :
« L'intérêt principal du cartulaire de la seigneurie de Nesle est d'éclairer d'une vive lumière le patrimoine d'une famille de la moyenne noblesse, en Bourgogne, dans la deuxième moitié du XIIIe siècle. Les terres, les droits, les dépendants qui composent le patrimoine de Jean de Nesle peuvent ainsi être décrits dans le détail. Pour l’époque, il est exceptionnel de pouvoir atteindre un tel degré de précision. »
« Jean, seigneur de Nesle (Côte-d'Or, arr. Montbard, cant. Laigne), a fait compiler ce cartulaire en plusieurs étapes échelonnées de 1269 à 1282 environ. Dans son état actuel, le manuscrit compte, sur 117 folios, 83 actes, auxquels il faut ajouter un censier, dressé en 1271. Il est aujourd'hui conservé au Musée Condé, à Chantilly. »
« Après l'extinction de la famille de Nesle, le hasard des successions a fait passer la seigneurie de Nesle dans le patrimoine des Condé, recueilli par le duc d'Aumale. Le chartrier, dont le cartulaire et de rares pièces isolées, toutes postérieures au cartulaire, a suivi le destin de la seigneurie. »
« Le cartulaire se présente sous la forme d’un petit manuscrit soigné, en parfait état, qui ne présente pas de traces d'utilisation. La reliure, aux armes du duc d’Aumale, est moderne. Un court prologue en moyen français précède la table des actes ; suivent les actes 1 à 81 puis le censier, lui-même précédé d’un bref prologue, et les deux derniers actes (82 et 83). »
« Les actes, datés de 1217 à 1282, concernent dans une très large mesure le patrimoine propre de Jean de Nesle. Autant qu’on puisse en juger, celui-ci semble avoir eu une part déterminante dans la compilation du cartulaire, particulièrement en ce qui concerne le tri des documents qui devaient être transcrits ou non. Une grande partie du chartrier de Jean de Nesle, non pertinente au regard du projet qui présidait à la rédaction du cartulaire, nous échappe donc. Le cartulaire ne montre par ailleurs aucune volonté de faire mémoire des ascendants de Jean, très peu évoqués. C’est une visée strictement utilitaire qui domine : la connaissance la plus fine possible du patrimoine du seigneur de Nesle au moment où il faisait rédiger son cartulaire et le censier qui l’accompagne. »
Au XVIe siècle le village de Nesle est clos de murs percés de 3 portes.

### Époque moderne
Les deux villages sont réunis en une seule commune en 1800.

## Politique et administration
| Période                                  | Période  | Identité      | Étiquette | Qualité |
| ---------------------------------------- | -------- | ------------- | --------- | ------- |
| avant 1988                               |          | André Pénelon |           |         |
|                                          |          |               |           | Maire   |
|                                          | En cours | Didier Baudry |           | Maire   |
| Les données manquantes sont à compléter. |          |               |           |         |

Nesle-et-Massoult appartient :
- à l'arrondissement de Montbard,
- au canton de Montbard et
- à la communauté de communes du pays châtillonnais.

## Démographie
L'évolution du nombre d'habitants est connue à travers les recensements de la population effectués dans la commune depuis 1793. Pour les communes de moins de 10 000 habitants, une enquête de recensement portant sur toute la population est réalisée tous les cinq ans, les populations de référence des années intermédiaires étant quant à elles estimées par interpolation ou extrapolation. Pour la commune, le premier recensement exhaustif entrant dans le cadre du nouveau dispositif a été réalisé en 2006.

En 2022, la commune comptait 79 habitants, en évolution de +5,33 % par rapport à 2016 (Côte-d'Or : +0,82 %, France hors Mayotte : +2,11 %).
| 1793 | 1800 | 1806 | 1821 | 1831 | 1836 | 1841 | 1846 | 1851 |
| ---- | ---- | ---- | ---- | ---- | ---- | ---- | ---- | ---- |
| 327  | 450  | 363  | 436  | 473  | 499  | 470  | 428  | 416  |

| 1856 | 1861 | 1866 | 1872 | 1876 | 1881 | 1886 | 1891 | 1896 |
| ---- | ---- | ---- | ---- | ---- | ---- | ---- | ---- | ---- |
| 400  | 404  | 373  | 313  | 306  | 302  | 284  | 306  | 247  |

| 1901 | 1906 | 1911 | 1921 | 1926 | 1931 | 1936 | 1946 | 1954 |
| ---- | ---- | ---- | ---- | ---- | ---- | ---- | ---- | ---- |
| 220  | 205  | 220  | 196  | 149  | 154  | 155  | 185  | 188  |

| 1962 | 1968 | 1975 | 1982 | 1990 | 1999 | 2006 | 2011 | 2016 |
| ---- | ---- | ---- | ---- | ---- | ---- | ---- | ---- | ---- |
| 134  | 122  | 99   | 80   | 92   | 101  | 89   | 80   | 75   |

| 2021 | 2022 | - | - | - | - | - | - | - |
| ---- | ---- | - | - | - | - | - | - | - |
| 78   | 79   | - | - | - | - | - | - | - |

## Culture locale et patrimoine

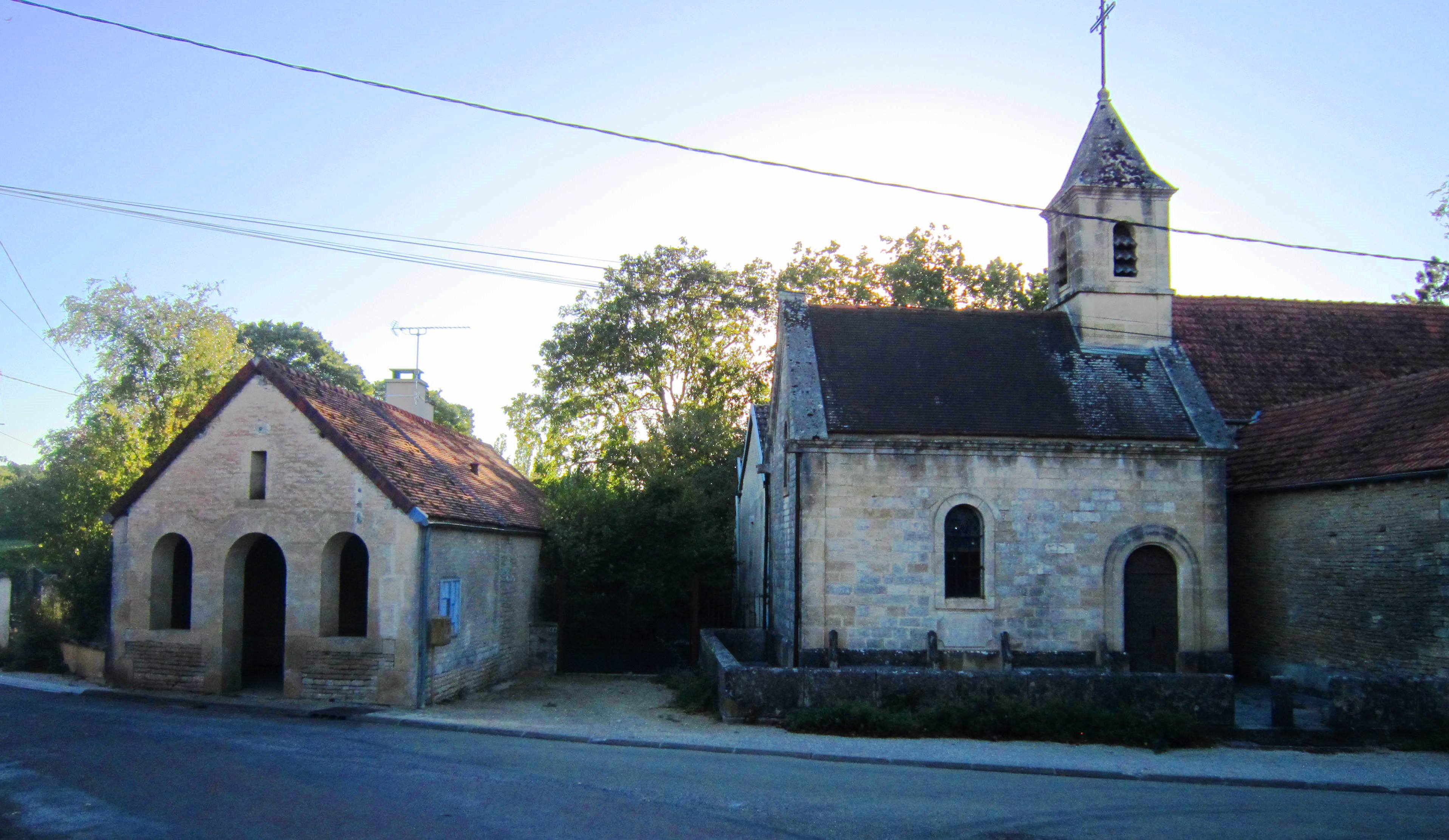
Sainte-Madeleine et le lavoir de Massoult.

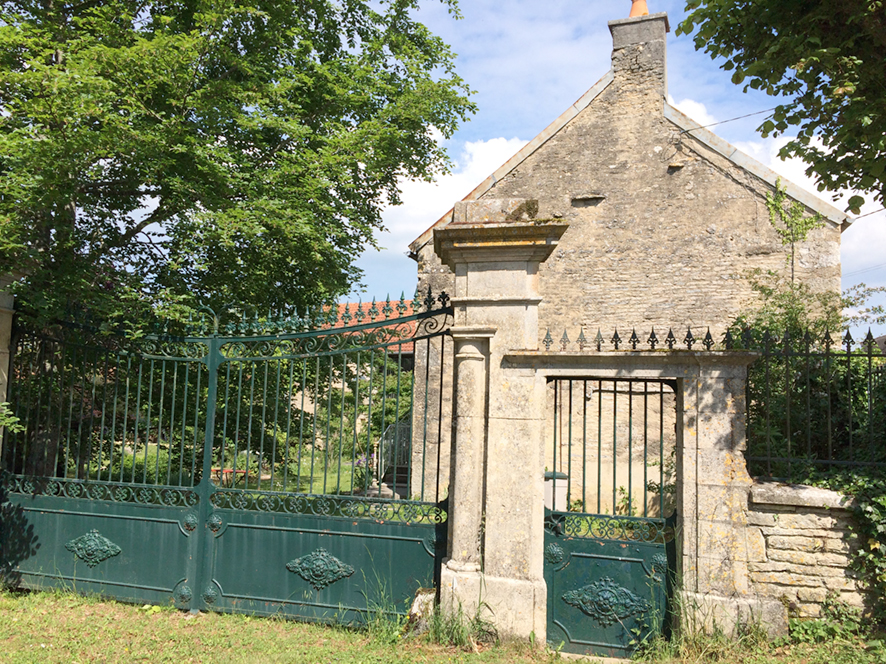
Hameau de Massoult, portail daté 1876, 21330 Nesle-et-Massoult.

### Lieux et monuments
- L'église Saint-Martin de Nesle renferme un groupe de la Sainte-Famille du XVIIe siècle et deux couvercles de sarcophages mérovingiens.
- À Massoult, la chapelle Sainte-Marie-Madeleine érigée au XIIe siècle par l'abbaye de Quincy et rebâtie en 1900[17] conserve une statue du XVIIe siècle de sa sainte patronnee en bois polychrome[18].
- Le lavoir de Massoult proche de la chapelle possède un puits très profond toujours alimenté.
- À Nesle-et-Massoult, l'ancien château féodal est visible sur le côté gauche de la route en venant de Massoult.
- À Nesle-et-Massoult, de très beaux portails ont été conservés et sont le témoignage d'un passé riche d'architecture rurale.

### Personnalités liées à la commune
- Hervé Baudry, dessinateur de presse et caricaturiste français, mort le 4 juin 2016 à Montmartre est né en 1961 à Nesle-et-Massoult.
- Maryvonne Jeanne-Garrault, artiste peintre[19], née en Bretagne, vit et travaille à Nesle et Massoult.
- Jean-Pierre Garrault , artiste peintre[20], né à Paris, vit et travaille à Nesle et Massoult.
- Karin Neumann, artiste-peintre, née en Allemagne, vit et travaille à Nesle-et-Massoult[21].